# Kalenićki Prnjavor
Kalenićki Prnjavor (cyr. Каленићки Прњавор) – wieś w Serbii, w okręgu pomorawskim, w gminie Rekovac. W 2011 roku liczyła 150 mieszkańców.